# Francis Gordon Albert Stone
Francis Gordon Albert Stone (Exeter, 19 maggio 1925 – Waco, 6 aprile 2011) è stato un chimico britannico, famoso per i suoi studi in chimica inorganica e chimica metallorganica.

## Biografia
Nato a Exeter (Devon) nel 1925, Gordon Stone studiò al Christ's College dell'Università di Cambridge, Inghilterra, dove ottenne la laurea nel 1948 e il dottorato di ricerca nel 1951 sotto la supervisione di Harry Julius Emeléus. Dopo due anni di post-dottorato alla University of Southern California fu incaricato come istruttore al dipartimento di chimica dell'Università di Harvard, dove diventò assistente nel 1957. Ad Harvard lavorò con Dietmar Seyferth e Eugene G. Rochow, sviluppando un interesse per la chimica metallorganica che sarebbe durato 60 anni. Nel 1962 tornò in Inghilterra, nominato professore di chimica inorganica all'Università di Bristol, dove rimase 27 anni. Nel 1988 fu a capo di una commissione incaricata dal governo di svolgere un'analisi critica della chimica nel mondo accademico britannico. La sua raccomandazione principale, di finanziare adeguatamente solo una ventina di dipartimenti di chimica, non fu presa in considerazione. Nel 1990, ritenendo che la chimica non fosse adeguatamente gestita nelle università britanniche, andò in pensione e da Bristol si trasferì in Texas alla Baylor University di Waco per continuare liberamente le sue ricerche.

## Ricerche
Le ricerche di Gordon Stone hanno riguardato principalmente la chimica metallorganica e i risultati ottenuti sono descritti in più di 750 articoli su riviste scientifiche. Alcuni esempi illustrativi delle sue ricerche sono:
- sintesi di [V(η-C5H5)(η-C7H7)], primo complesso a sandwich contenente cicloeptatrienile, e di [Fe(η4-C8H8)(CO)3], uno dei primi esempi di flussionalità "ring-whizzing"
- desolforazione del tiofene usando ferro carbonili
- reazioni dei fluorocarburi con metallocarbonili
- sintesi in condizioni blande di [Ru3(CO)12] e chimica di cluster di rutenio contenenti anche altri metalli come ferro, osmio e platino
- sintesi di [Pt(η4-cod)2] e di [Pt(η4-C2H4)3] e loro utilizzo come sorgente di atomi di platino "nudi" ai quali coordinare altri leganti
- uso di leganti carbinici per la costruzione di strutture eteropolimetalliche
- chimica dei carborani e sintesi di complessi contenenti l'anione dicarbollide, specie isolobale con l'anione ciclopentadienile.

## Opere
Oltre ai già citati articoli su riviste scientifiche Stone fondò assieme a Robert West nel 1964 la collana Advances in Organometallic Chemistry, e ne fu curatore fino al 1994. La serie è giunta al 75° volume nel 2021.
Successivamente Stone curò assieme a Edward W. Abel e Geoffrey Wilkinson la pubblicazione dei volumi Comprehensive Organometallic Chemistry (prima edizione 1982, seconda edizione 1995). 
Inoltre pubblicò la sua autobiografia nel 1993:
- (EN) F. G. A. Stone, Leaving No Stone Unturned: Pathways in Organometallic Chemistry, American Chemical Society, 1993, ISBN 9780841218260.

## Riconoscimenti
Oltre a varie lauree honoris causa, Stone ricevette numerosi riconoscimenti, tra i quali:
- 1970 Membro della Royal Society of Chemistry
- 1976 Membro della Royal Society
- 1978 Premio Chugaev dell'Accademia delle scienze dell'URSS
- 1985 ACS Award in Inorganic Chemistry della American Chemical Society
- 1989 Medaglia Davy della Royal Society
- 1990 Medaglia Longstaff della Royal Society of Chemistry
- 1990 Commendatore (CBE) dell'Ordine dell'Impero Britannico